# Alfabeto cirillico
L'alfabeto cirillico è l'alfabeto usato per scrivere varie lingue slave (il russo, l'ucraino, il bielorusso, il bulgaro, il macedone, il serbo, il ruteno, il bosniaco e il montenegrino) e lingue non slave parlate in alcune delle ex repubbliche sovietiche come il kazako, l'uzbeco, il kirghiso, il turkmeno, il tagico e altre lingue ancora come il sacha, il tuvano, l'evenco, l'abcaso. È il terzo alfabeto ufficiale dell'Unione europea.
Le versioni moderne oggi in uso in vari Paesi dell'Europa orientale, pur derivando da un primo alfabeto comune, hanno subìto nei secoli diverse modifiche sia nella grafia che nella pronuncia.

## Origini

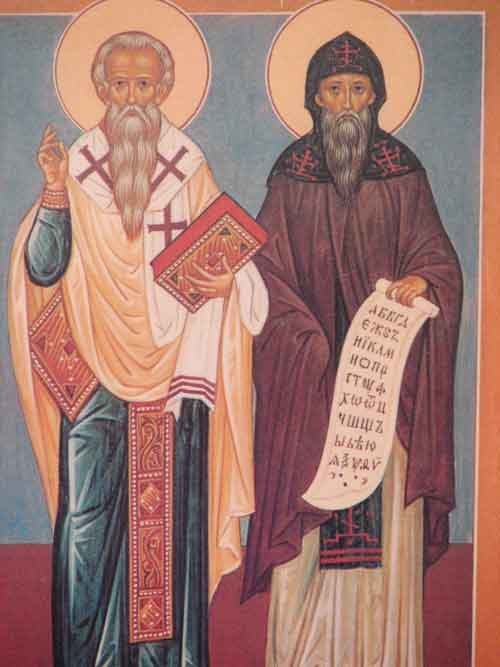
Santi Cirillo e Metodio, inventori dell'alfabeto.

L'alfabeto cirillico deriva in massima parte dall'alfabeto glagolitico, che era usato nel IX secolo nei paesi di origine slava. Alcuni caratteri di quest'alfabeto sono le variazioni del greco di Bisanzio. Questi ultimi rappresentano suoni che iniziarono ad esistere partendo dal greco medievale in poi. Diversamente da come potrebbe far pensare il nome, l'alfabeto cirillico non è in realtà da attribuirsi a Cirillo, bensì a qualcuno dei suoi seguaci. Al contrario, le origini dell'alfabeto da cui esso ha avuto origine in massima parte (quello glagolitico) sono quasi certamente attribuibili a Cirillo e Metodio.
Un'ipotesi abbastanza diffusa attribuisce la paternità dell'alfabeto cirillico a Clemente di Ocrida, un discepolo di Cirillo e Metodio, ma si ritiene più probabile che l'alfabeto sia stato creato e sviluppato alla Scuola letteraria di Preslav nella Bulgaria nord-orientale, dove sono state ritrovate le più antiche iscrizioni in cirillico, datate all'incirca 940. Quest'ipotesi viene supportata dal fatto che l'alfabeto cirillico aveva soppiantato il glagolitico nel nord-est bulgaro già alla fine del X secolo, mentre alla Scuola letteraria di Ocrida, dove operò Clemente, si continuò ad usare il glagolitico fino al XII secolo.
Tra le ragioni per cui il glagolitico fu rimpiazzato dal cirillico c'era la maggiore facilità d'uso del secondo e la sua vicinanza all'alfabeto greco, più conosciuto nel Primo impero bulgaro.
Un'altra teoria sostiene che sia stato Cirillo a creare l'alfabeto che porta il suo nome, e che addirittura questo abbia preceduto il glagolitico, essendo un passaggio di transizione tra il greco ed il glagolitico corsivo, ma questa teoria non trova supporto nel mondo scientifico. Anche se Cirillo quasi certamente non è l'autore dell'alfabeto cirillico, i suoi contributi al glagolitico ed al cirillico vengono ormai riconosciuti, e l'alfabeto ne porta il nome.
L'alfabeto venne diffuso insieme all'antico slavo ecclesiastico, e l'alfabeto usato per la lingua liturgica ortodossa si avvicina ancora al cirillico arcaico. Comunque, nei dieci secoli successivi alla sua creazione l'alfabeto cirillico si è adattato alla lingua parlata, ha sviluppato numerose varianti per adattarsi alle caratteristiche delle lingue nazionali ed è stato soggetto a riforme accademiche e decreti governativi.
Al giorno d'oggi svariate lingue nell'Europa orientale ed in Asia utilizzano il cirillico come alfabeto ufficiale.
| Lettere cirilliche in lingue slave     | Lettere cirilliche in lingue slave | Lettere cirilliche in lingue slave | Lettere cirilliche in lingue slave | Lettere cirilliche in lingue slave | Lettere cirilliche in lingue slave | Lettere cirilliche in lingue slave | Lettere cirilliche in lingue slave | Lettere cirilliche in lingue slave | Lettere cirilliche in lingue slave | Lettere cirilliche in lingue slave | Lettere cirilliche in lingue slave |
| -------------------------------------- | ---------------------------------- | ---------------------------------- | ---------------------------------- | ---------------------------------- | ---------------------------------- | ---------------------------------- | ---------------------------------- | ---------------------------------- | ---------------------------------- | ---------------------------------- | ---------------------------------- |
| А A                                    | Б Be                               | В Ve                               | Г Ge (Ghe)                         | Ґ Ghe capovolta                    | Д De                               | Ђ Dje                              | Ѓ Gje                              | Е Je                               | Ё Jo                               | Є Je ucraína                       | Ж Zhe                              |
| З Ze                                   | З́ Zje                              | Ѕ Dze                              | И I                                | І I ucraina                        | Ї Ji                               | Й I breve                          | Ј Jé                               | К Ka                               | Л El                               | Љ Lje                              | М Em                               |
| Н En                                   | Њ Nje                              | О O                                | П Pe                               | Р Er                               | С Es                               | С́ Sje                              | Т Te                               | Ћ Tje                              | Ќ Kje                              | У U                                | Ў U breve                          |
| Ф Ef                                   | Х Kha                              | Ц Tse                              | Ч Cié                              | Џ Dzhe                             | Ш Sha                              | Щ Shta                             | Ъ Jer dura                         | Ы Jery                             | Ь Jer molle                        | Э E                                | Ю Ju                               |
| Я Ja                                   |                                    |                                    |                                    |                                    |                                    |                                    |                                    |                                    |                                    |                                    |                                    |
| Lettere cirilliche in lingue non slave |                                    |                                    |                                    |                                    |                                    |                                    |                                    |                                    |                                    |                                    |                                    |
| Ӑ A con breve                          | Ә Schwa                            | Ӕ Ae                               | Ғ Ajn                              | Ҕ Ge uncinata                      | Ӻ Ajn uncinata                     | Ӷ Ge con discendente               | Ӂ Zhe con breve                    | Ӝ Zhe con dieresi                  | Ӡ Dze abcasa                       | Ҡ Qa baschira                      | Ҟ Ka con linea                     |
| Ӊ En con coda                          | Ң En con discendente               | Ӈ En uncinata                      | Ҥ En-ghe                           | Ө Oe                               | Ҩ O-uncino                         | Ҏ Er con tic                       | Ҫ The                              | У̃ U con tilde                      | Ӯ U con macron                     | Ӱ U con dieresi                    | Ӳ U con doppio acuto               |
| Ү Ue                                   | Ҳ Kha con discendente              | Ӽ Kha uncinata                     | Ӿ Kha con linea                    | Һ Shha (He)                        | Ҵ Te tse                           | Ҷ Cié con discendente              | Ӌ Cié khakassa                     | Ҹ Cié con linea verticale          | Ҽ Cié abcasa                       | Ҍ Segno semidolce                  | Ӏ Paločka                          |
| Lettere cirilliche usate in passato    |                                    |                                    |                                    |                                    |                                    |                                    |                                    |                                    |                                    |                                    |                                    |
| Ꙗ A iotizzata                          | Ѥ E iotizzata                      | Ѧ piccola Jus                      | Ѫ grande Jus                       | Ѩ piccola Jus iotizzata            | Ѭ grande Jus iotizzata             | Ѯ Ksi                              | Ѱ Psi                              | Ꙟ Yn                               | Ѳ Fita                             | Ѵ Izhitsa                          | Ѷ Izhitsa okovy                    |
| Ҁ Koppa                                | ОУ Uk                              | Ѡ Omega                            | Ѿ Ot                               | Ѣ Jat                              |                                    |                                    |                                    |                                    |                                    |                                    |                                    |

## Forma delle lettere e tipografia
Lo sviluppo della tipografia cirillica è passato direttamente dallo stadio medievale al tardo barocco, senza una fase parallela al Rinascimento come nell'Europa occidentale. Le lettere cirilliche tardo-medievali (si possono trovare ancora oggi sulle iscrizioni di molte icone) mostrano una forte tendenza ad essere alte e strette. Pietro I il Grande (1682-1725), primo imperatore della Russia introdusse l'uso di rendere le lettere più simili a quelle dell'alfabeto latino agli inizi del XVIII secolo; in seguito anche le altre lingue che utilizzavano l'alfabeto cirillico occidentalizzarono la forma delle lettere.

Così, a differenza dei caratteri greci, che si mantengono comunque più conservativi, i caratteri cirillici moderni sono per buona parte simili ai caratteri latini. I caratteri cirillici maiuscoli e minuscoli non sono però così differenziati come nella tipografia latina. I caratteri cirillici minuscoli sono per lo più versioni di dimensioni leggermente ridotte delle stesse lettere maiuscole (con poche eccezioni come la a e la е che si sono modellate sulla base delle loro corrispondenti occidentali). 

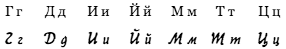
Comparazione di alcune lettere in stampatello ed in corsivo su un manuale russo (G, D, I, I breve, M, T e C. Per la prima linea è stato usato il font Georgia, per la seconda Kisty CY).

 Esiste una grande differenza tra le lettere scritte in stampatello e quelle in corsivo, specialmente nei manoscritti. In bulgaro, macedone e serbo alcune lettere corsive sono diverse da quelle usate nelle altre lingue che utilizzano il cirillico. Queste lettere vengono usate soprattutto nel corsivo maiuscolo, specialmente nei segnali stradali, scritte, manifesti e simili, e meno in giornali e libri.
La tavola seguente mostra la differenza tra le lettere in tondo minuscolo e corsivo minuscolo nella versione russa del cirillico. Le lettere in corsivo possono confondere coloro che imparano a scrivere in cirillico, soprattutto perché alcuni di questi segni sono totalmente diversi da quelli in tondo minuscolo e spesso assomigliano ad altre lettere dell'alfabeto latino.
| Tondo:   | а | б | в | г | д | е | ё | ж | з | и | й | к | л | м | н | о | п | р | с | т | у | ф | х | ц | ч | ш | щ | ъ | ы | ь | э | ю | я |
| Corsivo: | а | б | в | г | д | е | ё | ж | з | и | й | к | л | м | н | о | п | р | с | т | у | ф | х | ц | ч | ш | щ | ъ | ы | ь | э | ю | я |

La scrittura corsiva serba e macedone differisce ulteriormente da quella russa per le lettere б, г, д, п, т.

## Uso nelle lingue

In verde scuro i Paesi in cui il cirillico è l'unico alfabeto ufficiale, in verde i Paesi in cui il cirillico è co-ufficiale insieme ad un altro alfabeto (latino o georgiano) e in verde chiaro i Paesi in cui anche se sono ufficiali sia il cirillico che il latino si utilizza di fatto solo il latino.

Gli alfabeti utilizzati in Europa.
greco
greco e latino
latino
latino e cirillico
cirillico
georgiano e cirillico
armeno

greco
     greco e latino
     latino
     latino e cirillico
     cirillico
     georgiano e cirillico
     armeno

### Antico slavo ecclesiastico
L'alfabeto cirillico nella sua forma arcaica fu adottato per la prima volta per scrivere testi in antico slavo ecclesiastico, lingua liturgica e letteraria sviluppata dai Santi Cirillo e Metodio.

L'alfabeto cirillico usato per i testi religiosi odierni assomiglia ancora al cirillico arcaico mantenendo l'uso di varie lettere oramai obsolete nell'uso parlato dell'alfabeto.
| А | Б    | В | Г | Д | Є | Ж    | Ѕ | З |
| И | І, Ї | К | Л | М | Н | О    | П | Ҁ |
| Р | С    | Т | Ѹ | Ф | Х | Ѡ, Ѻ | Ц | Ч |
| Ш | Щ    | Ъ | Ꙑ | Ь | Ҍ | Ю    | Ꙗ | Ѧ |
| Ѩ | Ѫ    | Ѭ | Ѯ | Ѱ | Ѳ | Ѵ    | Ѥ | Ѿ |

La jery (Ꙑ) in origine era una legatura della Jer e della I. La ja (Я) veniva scritta in una forma arcaica chiamata A iotizzata. Nei manoscritti più antichi non si distingueva tra maiuscolo e minuscolo.

### Alfabeto cirillico in lingua bulgara
Con l'ingresso della Bulgaria nell'Unione europea l'alfabeto cirillico è diventato il terzo alfabeto ufficiale dell'UE. 
La tabella elenca le 30 lettere dell'alfabeto cirillico della lingua bulgara e la pronuncia corrispondente.
| Caratteri + corsivo | Trascriz. IPA |
| ------------------- | ------------- |
| А а; A a            | /a/           |
| Б б; Б б            | /b/           |
| В в; В в            | /v/           |
| Г г; Г г            | /g/           |
| Д д; Д д            | /d/           |
| Е е; Е е            | /e/; /ɛ/      |
| Ж ж; Ж ж            | /ʒ/           |
| З з; З з            | /z/           |
| И и; И и            | /i/           |
| Й й; Й й            | /j/           |
| К к; К к            | /k/           |
| Л л; Л л            | /l/; /ɫ/      |
| М м; М м            | /m/           |
| Н н; Н н            | /n/           |
| О о; О о            | /o/           |
| П п; П п            | /p/           |
| Р р; Р р            | /r/           |
| С с; С с            | /s/           |
| Т т; Т т            | /t/           |
| У у; У у            | /u/           |
| Ф,ф; Ф ф            | /f/           |
| Х х; Х х            | /h/           |
| Ц ц; Ц,ц            | /ʦ/           |
| Ч ч; Ч ч            | /ʧ/           |
| Ш ш; Ш ш            | /ʃ/           |
| Щ щ; Щ щ            | /ʃt/          |
| Ъ ъ; Ъ ъ            | /ə/; /ɤ/      |
| Ь ь; Ь ь            | /ʲ/           |
| Ю ю; Ю ю            | /ju/; /ʲu/    |
| Я я; Я я            | /ja/; /ʲa/    |

### Alfabeto cirillico in lingua russa con pronuncia puntuale e note filologiche
La tabella elenca le 33 lettere (che esprimono 38 fonemi) dell'alfabeto cirillico moderno della lingua russa e la pronuncia corrispondente.
| Caratteri + corsivo | Derivazione dal greco o glagolitico                | Traslitteraz. ISO 9:1968 (+ extra) | Trascriz. IPA | Spiegazioni |
| ------------------- | -------------------------------------------------- | ---------------------------------- | ------------- | --- |
| А а; А а            | Α                                                  | A                                  | /a/           | È una "a" di albero. Se atona, si riduce in una vocale neutra schwa /ə/ o in /ɐ/ o in /ʌ/, che è la pronuncia di San Pietroburgo (simile alla "o" aperta di occhio senza tenere le labbra arrotondate). La /ɐ/ è invece la pronuncia di Mosca, ed è come la "a" di albero ma più chiusa e di timbro più acuto. Lo stesso suono è presente nella "a" finale atona del portoghese. |
| Б б; Б б            | β (versione di Thera)                              | B                                  | /b/           | È una "b" di balena, occlusiva sonora. |
| В в; В в            | Β                                                  | V                                  | /v/           | È una "v" di vela, fricativa sonora. |
| Г г; Г г            | Γ                                                  | G                                  | /ɡ/           | È una "g" di gatto che nella pronuncia non si palatalizza ("addolcisce") mai, come invece avviene in italiano e altre lingue neolatine. Diventa "v" di vela nelle desinenze "-егo" e "-огo" |
| Д д; Д д            | Δ                                                  | D                                  | /d/           | È una "d" di dente, occlusiva sonora. |
| Е е; Е е            | Ε                                                  | JE (E; ye)                         | /je/          | È una "e" preceduta da un suono palatalizzato (/i/, /j/) più o meno lieve come quello di ieri o tieni. Quando non tonica, si riduce in /ɪ/, cioè una "i" più aperta, tendente ad "e". |
| Ё ё; Ё ё            | Ε                                                  | JO (Ё; yo)                         | /jo/          | È una "io" di ghiotto, dittongo con vocale chiusa. La lettera è stata coniata dopo E, che si modifica con la dieresi. |
| Ж ж; Ж ж            | Ⰶ (glagolitico)                                    | Ž (zh)                             | /ʐ/           | È un suono analogo a quello della "sci" di scienza ma sonoro, e in più pronunciato con la punta della lingua piegata all'indietro come nella "r" inglese (e.g. crime). Questa tipologia di consonanti, presenti anche in cinese moderno, si dicono retroflesse/cacuminali. La lettera in glagolitico deriva forse dal segno della Costellazione dei Pesci, ♓︎, cioè due pesci affiancati. |
| З з; З з            | Ζ                                                  | Z                                  | /z/           | È una "s" di sbaglio, sonora. |
| И и; И и            | Η                                                  | I                                  | /i/           | È una "i" di piccolo. Due lettere in disuso che indicavano lo stesso suono sono Ѵ, ѵ dal greco Υ/υ e І, і dal greco Ι. Quest'ultima era dunque identica all'alfabeto latino. Se non accentata, si apre leggermente in una /ɪ/. |
| Й й; Й й            | Η                                                  | J                                  | /j/           | È una "i" di sedia, semivocalica. La lettera è stata coniata in seguito con una modifica di H |
| К к; К к            | Κ                                                  | K                                  | /k/           | È una "c" di cane/"k" di koala, occlusiva sorda. |
| Л л; Л л            | Λ                                                  | L                                  | /ɫ/           | È una "l" dal suono simile all'italiano leva. Come indicato dall'alfabeto IPA indica però che si tratta di una l velare coarticolata, simile a quella dell'inglese (e.g. "milk") o del portoghese. Un'antica variante di questa lettera era quasi identica alla lambda greca (Λ, λ). |
| М м; М м            | Μ                                                  | M                                  | /m/           | È una "m" di mano, occlusiva nasale. |
| Н н; Н н            | Ν                                                  | N                                  | /n/           | È una "n" di nave. La /n/, se compare prima del suono retroflesso /ʐ/ non si retroflette, di contro, sia /m/ che /n/ si assimilano di fronte alla /f/ come nell'italiano anfora: entrambe le consonanti nasali mutano in /ɱ/ labiodentale, pronunciata cioè con gli incisivi dell'arcata dentaria superiore a contatto con il labbro inferiore (e.g. комфорт comfort; нимфа ninfa; амфетамин amfetamine). L'assimilazione della nasale avviene pure se /n/ è seguita da /k/ e /g/ in prestiti: diventa velare (/ŋ/) come nell'italiano panca e fango e si pronuncia con il dorso della lingua a contatto con la zona tondeggiante del palato (e.g. вашингтон Washington; бангладеш Bangladesh; маркетинг marketing; инстинкт istinto). I cluster con /n/ seguita da /b/ compaiono in prestiti per imitare l'ortografia originale (e.g. эдинбург Edinburgh; канберра Canberra), mentre la combinazione seguita da /p/ è rarissima (e.g. аванпост avamposto/outpost). In queste combinazioni si assimila in /m/. |
| О о; О о            | Ο                                                  | O                                  | /o/           | È una "o" di orma, vocale chiusa e procheila (pronunciata con le labbra arrotondate). Se atona, si riduce anch'essa nella vocale neutra schwa /ə/ o in /ʌ/. Un'antica lettera che anticamente aveva questo suono è Ѡ ѡ, dal greco ω omega. Questa vocale si trova nel dittongo /jo/ spiegato in precedenza. |
| П п; П п            | Π                                                  | P                                  | /p/           | È una "p" di palla, occlusiva sorda. |
| Р р; Р р            | Ρ                                                  | R                                  | /r/; -/ɾ/-    | È una "r" di rana, vibrante sonora. Se intervocalica, da polivibrante diventa monovibrante come nell'italiano arare. |
| С с; С с            | Ϲ                                                  | S                                  | /s/           | È una "s" di senza, fricativa sorda. |
| Т т; Т т            | Τ                                                  | T                                  | /t/           | È una "t" di tavolo, occlusiva sorda. |
| У у; У у            | Υ                                                  | U                                  | /u/           | È una "u" di unico, vocale arrotondata. Se non accentata, resta arrotondata ma si apre leggermente in una /ʊ/, simile ad una "o". |
| Ф ф; Ф ф            | Φ                                                  | F                                  | /f/           | È una "f" di farfalla, fricativa sorda. Un'antica lettera usata per scrivere lo stesso suono è Ѳ, ѳ dal greco Θ, θ. |
| Х х; Х х            | Χ                                                  | CH (kh)                            | /x/           | È una fricativa sorda simile ad una "h" aspirata, ma con lo stesso luogo di articolazione della "c" di cane, pronunciata senza contatto col palato. |
| Ц ц; Ц ц            | Ⱌ (glagolitico)                                    | C (ts)                             | /t͡s/          | È una "z" di zio, pronunciata sorda. La lettera in glagolitico, avente lo stesso suono, deriva dalla forma finale della tsade in ebraico: ץ. |
| Ч ч; Ч ч            | Ⱍ (glagolitico)                                    | Ć (Č; cj)                          | /t͡ɕ/          | È una "ci" di ciao, affricata sorda. In più, è fortemente palatalizzata, cioè si pronuncia con la lingua già in posizione di "gn" di gnomo. La lettera è più tondeggiante e slanciata rispetto a Ц: deriva forse dalla tsade in ebraico: צ. |
| Ш ш; Ш ш            | Ⱎ (glagolitico)                                    | Š (sh)                             | /ʂ/           | È una "sci" di scienza, consonante sorda e in più retroflessa. La lettera in glagolitico, in cui non era retroflessa, deriva dalla shin in ebraico: ש. |
| Щ щ; Щ щ            | Ⱋ (glagolitico)                                    | ŚŚ (ŠČ; scj)                       | /ɕː/          | È una "sci" di ascia, pronunciata tensificata/geminata/raddoppiata come in italiano e in più palatalizzata. Deriva da un'antica /ʃt͡ʃ/, cioè un cluster consonantico a due membri formato da una comune "sci" di scienza con accanto una "ci" di ciao. Ш non ha il dentino in basso. La lettera Ⱋ in glagolitico (indicava il cluster /ʃt/) deriva da una modifica di Ⱅ /t/, forse una modifica del greco τ. |
| Ъ ъ; Ъ ъ            | Ⱏ (glagolitico)                                    | "                                  | [.]           | È un segnale ortografico detto "segno forte" (in cima alla lettera c'è uno spuntone assente in Ь). Lo spuntone indica l'assenza di palatalizzazione della consonante che lo precede. La lettera in glagolitico deriva forse da una modifica di Ⱁ, dall'origine sconosciuta. Ⱏ in glagolitico indicava la vocale /ɯ/, cioè una "u" di unico non arrotondata (cioè pronunciata con le labbra rilassate). |
| Ы ы; Ы ы            | Ы < Ꙑ < [Ъ+І]                                      | Y                                  | [ɨ]           | È simile ad una /i/ ma invece che anteriore alta, è una vocale centrale, cioè con la lingua sollevata e posizionata al centro del palato, più indietro rispetto a /i/. Si può approssimare il suono immaginando di pronunciare una "i" con qualcosa i bocca tra lingua e palato. |
| Ь ь; Ь ь            | Ⱐ (glagolitico)                                    | ' (j)                              | -/ ʲ/         | È un segnale ortografico detto "segno debole", e palatalizza la consonante che la precede (la palatalizzazione si distingue dalla mancanza dello spuntone). Per la palatalizzazione, vedi sotto la tabella. In glagolitico trascriveva la vocale neutra schwa /ə/. |
| Э э; Э э            | ϡ (sampi) o ebraico ה                              | Ė, ė                               | /ɛ/           | È una "è" di è, tè, vocale aperta come in italiano (ma se la sillaba è chiusa si chiude in /e/). Se non accentata, si riduce in una /ɪ/ aperta. Un'altra lettera antica che trascriveva lo stesso suono, /e/, è Ѣ, ѣ dal glagolitico Ⱑ (dal greco A). |
| Ю ю; Ю ю            | І + ОУ, con caduta di У (ОУ /u/ è O + Y dal greco) | JU (yu)                            | /ju/          | È una "iu" di iuta, dittongo con vocale arrotondata chiusa. Una stessa lettera che indicava lo stesso suono è Ѫ, ѫ dal glagolitico Ⱘ [Ⰵ /ɛ/ + Ⱔ /ɛ̃/], a cui si aggiunge Ѭ, ѭ come legatura [І + Ѫ] dal glagolitico Ⱙ [lettera sconosciuta +Ⱔ]. La lettera sconosciuta sembra una Ⰷ capovolta o una modifica di Ⱖ. |
| Я я; Я я            | variazione di Ѧ                                    | JA (ya)                            | /ja/          | È una "ia" di schianto. Una lettera che indicava lo stesso suono è Ѧ, ѧ dal glagolitico Ⱔ (derivato a sua volta dal greco ε e indicante la "e" aperta e nasalizzata /ɛ̃/), a cui si aggiunge Ѩ, ѩ come legatura [І + Ѧ] (a sua volta derivato da una legatura che modifica Ⱔ in glagolitico con cui si otteneva /jɛ̃/). |

A queste lettere si aggiungono i cluster arcaici e già spariti prima del 1750 /ks/ Ѯ ѯ, originata dal greco Ξ, e /ps/ Ѱ ѱ, originata dal greco Ψ.
Quanto alla palatalizzazione, avviene con quasi tutte le consonanti dell'alfabeto russo e in IPA vengono trascritte con la piccola "j" scritta come apice. La /n/ palatalizzata tende a diventare una "gn" di gnomo, mentre /ts/, /ʂ/, /ʐ/, /tɕ/, /ɕː/, /j/ non si palatalizzano mai, perché già palatalizzate. Quanto a tutte le altre lettere in russo, quando si palatalizzano si pronunciano con la punta della lingua già in posizione di "gn" di gnomo o "gl" di aglio. Quelle che subiscono una mutazione fonologica molto vistosa e di grande interesse sono suoni come /t/ e /d/: da /tʲ/ e /dʲ/ diventano suoni molto simili, ai nostri orecchi, alle affricate /ts/ e /dz/. La l da velare diventa palatale, quindi simile al suono "gl" di aglio. L'ultima mutazione vistosa riguarda /k, g, x/: sono pronunciate con la lingua molto sporgente in avanti, in una posizione che si può ravvisare in italiano in alcune pronunce di parole come "chiesa" o "ghiera".
Quanto alla desonorizzazione, se /b/, /d/, /ɡ/, /v/, /z/, e /ʐ/ (anche palatalizzati) compaiono a fine parola e la parola successiva inizia con una consonante sorda divengono sorde (/p/, /t/, /k/ etc.). Un fenomeno simile avviene anche in tedesco.
Quanto all'accento tonico, questo può cadere su ogni sillaba e non segue alcuna regola né è sistematico nella flessione della declinazione, del numero o del genere. La posizione giusta della vocale tonica, da cui oltretutto derivano le riduzioni vocaliche in posizione atona, si sbroglia proprio consultando un buon dizionario in cui questa viene indicata graficamente con l'accento acuto.

### Alfabeto cirillico in lingua ucraina
| Caratteri + corsivo | Trascriz. IPA                            |
| ------------------- | ---------------------------------------- |
| А а; A a            | /ɑ/                                      |
| Б б; Б б            | /b/, /b˙/                                |
| В в; В в            | /w/, /u̯/, /ʋ/                            |
| Г г; Г г            | /ɦ/                                      |
| Ґ ґ; Ґ ґ            | /g/                                      |
| Д д; Д д            | /d/, /dʲ/, /ɟː/, /d͡z/, /d͡zʲ/, /d͡ʒ/       |
| Е е; Е е            | /ɛ/, /ɛ̝/                                 |
| Є є; Є є            | /jɛ/ o /ʲɛ/                              |
| Ж ж; Ж ж            | /ʒ/, /ʒʲː/, /d͡ʒ/                         |
| З з; З з            | /z/, /zʲ/, /zʲː/, /d͡z/, /d͡zʲ/, /s/, /sʲ/ |
| И и; И и            | /ɪ̈/, /ɪ/, /ɪ̞/                            |
| І і; І і            | /i/, /ʲi/                                |
| Ї ї; Ї ї            | /ji/                                     |
| Й й; Й й            | /j/                                      |
| К к; К к            | /k/, /g/                                 |
| Л л; Л л            | /l/, /lʲ/, /ʎː/                          |
| М м; М м            | /m/                                      |
| Н н; Н н            | /n/, /nʲ/, /ɲː/                          |
| О о; О о            | /ɔ/, /o/                                 |
| П п; П п            | /p/, /p˙/                                |
| Р р; Р р            | /r/, /rʲ/                                |
| С с; С с            | /s/, /sʲ/, /sʲː/, /z/, /zʲ/              |
| Т т; Т т            | /t/, /tʲ/, /cː/, /d/, /dʲ/               |
| У у; У у            | /u/, /u̯/                                 |
| Ф,ф; Ф ф            | /f/                                      |
| Х х; Х х            | /x/                                      |
| Ц ц; Ц,ц            | /t͡s/, /t͡sʲ/, /t͡sʲː/                      |
| Ч ч; Ч ч            | /t͡ʃ/, /t͡ʃʲː/, /d͡ʒ/                       |
| Ш ш; Ш ш            | /ʃ/, /ʃʲː/                               |
| Щ щ; Щ щ            | /ʃt͡ʃ/                                    |
| Ь ь; Ь ь            | /ʲ/                                      |
| Ю ю; Ю ю            | /ju/; /ʲu/                               |
| Я я; Я я            | /jɑ/; /ʲɑ/                               |

- Г, г si pronuncia /ɦ/, è una consonante faringale pari ad una "H" sonora.
- Ґ, ґ non era inclusa nell'alfabeto ucraino ufficiale adottato dall'Unione Sovietica nel 1933.
- И, и si pronuncia /ɪ/, vocale intermedia tra la "I" e la "E", quindi una "I" molto larga.
- Un apostrofo (’) corrisponde al "segno duro" russo "Ъ".

### Alfabeto cirillico in lingua bielorussa
| А а | Б б | В в | Г г | Д д | Е е | Ё ё | Ж ж |
| З з | І і | Й й | К к | Л л | М м | Н н | О о |
| П п | Р р | С с | Т т | У у | Ў ў | Ф ф | Х х |
| Ц ц | Ч ч | Ш ш | Ы ы | Ь ь | Э э | Ю ю | Я я |

Fino al 1933 era presente anche il carattere Ґ (/ɡ/).
- І, і è scritta e si pronuncia come il carattere latino I
- Й, й è la "i" semiconsonante
- Ў, ў è la "u" semiconsonante
- Щ, щ non esiste, ed è sostituita dal digramma ШЧ / шч
- Г, г è una consonante fricativa sonora, pronunciata /ɦ/
- Alcune pubblicazioni considerano i digrammi ДЖ/дж e ДЗ/дз come lettere a sé stanti; la prima corrisponde alla g dolce italiana (come in gelo), la seconda alla z sonora italiana (come in zero)
- Un apostrofo (') corrisponde al "segno duro" russo Ъ

### Alfabeto cirillico in lingua serba
| А а (A a) | Б б (B b)   | В в (V v) | Г г (G g) | Д д (D d)   | Ђ ђ (Đ đ) |
| Е е (E e) | Ж ж (Ž ž)   | З з (Z z) | И и (I i) | Ј ј (J j)   | К к (K k) |
| Л л (L l) | Љ љ (LJ lj) | М м (M m) | Н н (N n) | Њ њ (NJ nj) | О о (O o) |
| П п (P p) | Р р (R r)   | С с (S s) | Т т (T t) | Ћ ћ (Ć ć)   | У у (U u) |
| Ф ф (F f) | Х х (H h)   | Ц ц (C c) | Ч ч (Č č) | Џ џ (DŽ dž) | Ш ш (Š š) |

- Г, г si pronuncia come la "g" in "ghiaccio" (mai come in "gesso").
- Ђ, ђ si pronuncia /ʥ/, è pronunciata con la punta della lingua più anteriore rispetto alla "g" italiana in "giro".
- Е, е si pronuncia /ɛ/.
- Ж, ж si pronunciata come la "z", ma con la punta della lingua più posteriore rispetto alla "z" italiana. È una consonante che tende quasi verso la "z" di "zanzara".
- З, з si pronunciata come la "s" in "rosa" (mai come in "sole").
- Ј, ј si pronuncia /j/, cioè la semivocale italiana "i".
- Љ, љ si pronuncia /ʎ/, è una "l" palatalizzata, come il suono italiano del gruppo "gl" in "aglio".
- Њ, њ si pronuncia /ɲ/, è una "n" palatalizzata, come il suono italiano del gruppo "gn" in "gnomo".
- Ћ, ћ si pronuncia /ʨ/ , è pronunciata con la punta della lingua più anteriore rispetto alla "c" italiana in "cena".
- Х, х si pronuncia aspirata come la "ch" in "Bach".
- Ц, ц si pronuncia come la "z" in "nazione" (mai come in "zanzara").
- Ч, ч si pronuncia /t̪ʂ/, è pronunciata con la punta della lingua più posteriore rispetto alla "c" italiana in "cena".
- Џ, џ si pronuncia /d̪ʐ/, è pronunciata con la punta della lingua più posteriore rispetto alla "g" italiana in "giro".
- Ш, ш si pronuncia come "sc" in "sciroppo", ma con la punta della lingua più posteriore rispetto alla "sc" di "sciroppo".

### Alfabeto cirillico in lingua macedone
| А а | Б б | В в | Г г | Д д | Ѓ ѓ | Е е | Ж ж | З з | Ѕ ѕ | И и |
| Ј ј | К к | Л л | Љ љ | М м | Н н | Њ њ | О о | П п | Р р | С с |
| Т т | Ќ ќ | У у | Ф ф | Х х | Ц ц | Ч ч | Џ џ | Ш ш |     |     |

- Ѕ, ѕ si pronuncia /ʣ/, come la z sonora di zero
- Ј, ј si pronuncia /j/, cioè la i semivocale, come la Й russa
- Ѓ, ѓ si pronuncia /ɟ/, una g dura palatalizzata
- Ќ, ќ si pronuncia /c/, una k palatalizzata
- Л л si pronuncia /ɫ/, è una l velare, come il suono inglese di l in milk
- Љ, љ si pronuncia /l/, è una l normale, come il suono italiano di l in lana
- Њ, њ si pronuncia /ɲ/, è una n palatalizzata, come il suono italiano di gn in gnomo
- Џ, џ si pronuncia /ʤ/, g dolce (come in gelo).
- Ш, ш si pronuncia /ʃ/ come la sc di scivolo ed è l'ultima lettera; le successive dell'alfabeto cirillico non esistono.

### Alfabeto cirillico in lingua russina
| А а | Б б | В в | Г г | Ґ ґ | Д д | Е е | Є є | Ё ё | Ж ж | З з |
| И и | I і | Ы ы | Ї ї | Й й | К к | Л л | М м | Н н | О о | П п |
| Р р | С с | Т т | У у | Ф ф | Х х | Ц ц |     |     |     |     |
| Я я | Ь ь | Ъ ъ |     |     |     |     |     |     |     |     |

In grassetto le lettere non presenti nell'alfabeto ruteno usato in Vojvodina.

### Lingue non slave
Questi alfabeti sono stati creati generalmente seguendo il modello russo, ma spesso presentano notevoli differenze, soprattutto quando sono stati adattati alle lingue caucasiche. Le prime versioni furono create da missionari ortodossi per i popoli ugrofinnici e turchi della zona dei monti Urali (i mari, gli udmurt, i mordvini, i ciuvasci, i tatari) nella seconda metà del XIX secolo. In seguito alcuni alfabeti vennero creati per altri popoli siberiani e caucasici che si erano da poco convertiti al Cristianesimo. Negli anni '30 alcune lingue abbandonarono questi alfabeti cirillici modificati per adottare l'Alfabeto turco uniforme. Tutti i popoli dell'ex-Unione Sovietica che utilizzavano una scrittura araba o un altro tipo di scrittura asiatica (alfabeto oirat mongolico, ecc.) adottarono anch'essi l'alfabeto cirillico, e durante le grandi purghe alla fine degli anni '30, tutti gli alfabeti basati sull'alfabeto latino furono abbandonati in favore del cirillico nell'intera Unione Sovietica (le repubbliche baltiche, annesse in seguito, conservarono l'alfabeto latino). L'alfabeto abcaso venne abbandonato a favore dell'alfabeto georgiano, ma dopo la morte di Stalin, anche l'abcaso adottò il cirillico. L'ultima lingua ad adottare il cirillico fu il gagauz, che fino ad allora aveva utilizzato l'alfabeto greco.
In Uzbekistan, Azerbaigian e Turkmenistan, l'uso del cirillico per scrivere le lingue locali è stata spesso una questione politicamente controversa dopo il collasso dell'Unione sovietica, poiché rievoca l'era del governo sovietico e della russificazione. Anche alcune etnie della Russia, come i tartari, hanno provato ad abbandonare l'uso del cirillico ma il cambiamento è stato bloccato perché in contrasto con la legislazione russa. Parecchie lingue hanno cambiato alfabeto passando dal cirillico ad un altro basato sull'alfabeto latino o ritornando alla scrittura precedente.
Diversamente dall'alfabeto latino, che normalmente si adatta alle varie lingue aggiungendo alle lettere già esistenti accenti, dieresi, tildi e cediglie, l'alfabeto cirillico si adatta generalmente creando lettere di forma totalmente nuova. In alcuni alfabeti inventati nel XIX secolo, come la versione modificata per la lingua mari, la lingua udmurta e la lingua ciuvascia, anche le dieresi ed i brevi sono stati usati.

#### Lingue romanze

##### Romeno
Tale alfabeto è stato usato nel territorio dell'attuale Repubblica di Moldavia (allora parte dell'Unione Sovietica) fino al 1989, quando fu decretato il passaggio all'alfabeto latino, ed è ancora in vigore all'interno della regione separatista della Transnistria. Esso è simile al vecchio sistema di scrittura romena, abbandonato dal Regno di Romania già nel XIX secolo ma che fu conservato nella regione della Bessarabia fino al 1917, allora parte dell'Impero russo.
Nel seguente schema viene riportato il corrispondente carattere in latino utilizzato e la relativa pronuncia.
| Alfabeto cirillico | Alfabeto latino | Nome della lettera | Note                                                                                      | AFI                                              |
| ------------------ | --------------- | ------------------ | ----------------------------------------------------------------------------------------- | ------------------------------------------------ |
| А а                | a               | а                  |                                                                                           | /a/                                              |
| Б б                | b               | бе                 |                                                                                           | /b/                                              |
| В в                | v               | ве                 |                                                                                           | /v/                                              |
| Г г                | g, gh           | ге                 | traslitterato come gh se prima della lettera i o e, negli altri casi g                    | /ɡ/                                              |
| Д д                | d               | де                 |                                                                                           | /d/                                              |
| Е е                | e, ie           | е                  | traslitterato ie dopo una vocale, e generalmente all'inizio di parola, negli altri casi e | /e/, /je/                                        |
| Ж ж                | j               | же                 |                                                                                           | /ʒ/                                              |
| Ӂ ӂ                | g               | ӂе                 | prima i e e                                                                               | /d͡ʒ/                                             |
| З з                | z               | зе                 |                                                                                           | /z/                                              |
| И и                | i, ii           | и                  | ii usato alla fine di una parola, i negli altri casi                                      | /i/                                              |
| Й й                | i               | "и" скурт          | prima delle vocali                                                                        | /j/                                              |
| К к                | c, ch           | ка                 | ch prima i e e, c negli altri casi                                                        | /k/                                              |
| Л л                | l               | ле                 |                                                                                           | /l/                                              |
| М м                | m               | ме                 |                                                                                           | /m/                                              |
| Н н                | n               | не                 |                                                                                           | /n/                                              |
| О о                | o               | о                  |                                                                                           | /o/                                              |
| П п                | p               | пе                 |                                                                                           | /p/                                              |
| Р р                | r               | ре                 |                                                                                           | /r/                                              |
| С с                | s               | се                 |                                                                                           | /s/                                              |
| Т т                | t               | те                 |                                                                                           | /t/                                              |
| У у                | u               | у                  |                                                                                           | /u/                                              |
| Ф ф                | f               | фе                 |                                                                                           | /f/                                              |
| Х х                | h               | ха                 |                                                                                           | /h/                                              |
| Ц ц                | ţ               | це                 |                                                                                           | /t͡s/                                             |
| Ч ч                | c               | че                 | prima i e e                                                                               | /t͡ʃ/                                             |
| Ш ш                | ş               | ше                 |                                                                                           | /ʃ/                                              |
| Ы ы                | â, î            | ы                  | â a metà parola, î all'inizio e alla fine della parola                                    | /ɨ/                                              |
| Ь ь                | i               | семнул моале       | di solito usata a fine parola                                                             | /ʲ/ (palatizzazione della consonante precedente) |
| Э э                | ă               | э                  |                                                                                           | /ə/                                              |
| Ю ю                | iu              | ю                  |                                                                                           | /ju/, /ʲu/                                       |
| Я я                | ea, ia          | я                  | ea dopo una consonante oppure е, ia negli altri casi                                      | /ja/, /ʲa/                                       |

#### Lingue turche

##### Azero
L'alfabeto cirillico è stato usato per la lingua azera dal 1939 al 1991, quando è stato abbandonato a favore dell'alfabeto latino.

##### Baschiro
L'alfabeto cirillico venne adottato dalla lingua baschira nell'inverno del 1938.
| А а | Б б | В в | Г г | Ғ ғ | Д д | Ҙ ҙ | Е е | Ё ё | Ж ж | З з |  |
| И и | Й й | К к | Ҡ ҡ | Л л | М м | Н н | Ң ң | О о | Ө ө | П п |  |
| Р р | С с | Ҫ ҫ | Т т | У у | Ү ү | Ф ф | Х х | Һ һ | Ц ц | Ч ч |  |
| Ш ш | Щ щ | Ъ ъ | Ы ы | Ь ь | Э э | Ә ә | Ю ю | Я я |     |     |  |

In grassetto le lettere inesistenti nell'alfabeto russo.
Pronuncia delle lettere in grassetto:
- Ғ ғ = /ɣ/
- Ҙ ҙ = /ð/
- Ҡ ҡ = /q/
- Ң ң = /ŋ/
- Ө ө = /ø/
- Ҫ ҫ = /θ/
- Ү ү = /y/
- Һ һ = /h/
- Ә ә = /æ/

##### Kirghiso
La lingua kirghisa è stata scritta anche in alfabeto latino e arabo.
| А а | Б б | Г г | Д д | Е е | Ё ё | Ж ж | З з | И и | Й й | К к |
| Л л | М м | Н н | Ң ң | О о | Ө ө | П п | Р р | С с | Т т | У у |
| Ү ү | Х х | Ч ч | Ш ш | Ы ы | Э э | Ю ю | Я я |     |     |     |

Pronuncia delle lettere in grassetto:
- Ң ң = /ŋ/
- Ү ү = /y/
- Ө ө = /œ/

##### Ciuvascio
L'alfabeto cirillico venne adottato dalla lingua ciuvascia alla fine del XIX secolo, con alcune modifiche nel 1938.
| А а | Ӑ ӑ | Б б | В в | Г г | Д д | Е е | Ё ё | Ӗ ӗ | Ж ж | З з |
| И и | Й й | К к | Л л | М м | Н н | О о | П п | Р р | С с | Ҫ ҫ |
| Т т | У у | Ӳ ӳ | Ф ф | Х х | Ц ц | Ч ч | Ш ш | Щ щ | Ъ ъ | Ы ы |
| Ь ь | Э э | Ю ю | Я я |     |     |     |     |     |     |     |

Pronuncia delle lettere in grassetto:
- Ӑ ӑ = /ə/
- Ӗ ӗ = /ɘ/
- Ҫ ҫ = /ɕ/
- Ӳ ӳ = /y/

##### Kazako
La lingua kazaka viene scritta anche con l'alfabeto latino (in Turchia, ma non in Kazakistan), e con una versione modificata dell'alfabeto arabo (in Cina, Iran ed Afghanistan).
| А а | Ә ә | Б б | В в | Г г | Ғ ғ | Д д | Е е | Ё ё | Ж ж | З з |
| И и | Й й | К к | Қ қ | Л л | М м | Н н | Ң ң | О о | Ө ө | П п |
| Р р | С с | Т т | У у | Ұ ұ | Ү ү | Ф ф | Х х | Һ һ | Ц ц | Ч ч |
| Ш ш | Щ щ | Ъ ъ | Ы ы | І і | Ь ь | Э э | Ю ю | Я я |     |     |

- Ә ә = /æ/
- Ғ ғ = /ʁ/, /ɣ/
- Қ қ = /q/
- Ң ң = /ŋ/
- Ө ө = /œ/
- У у = /u/, /w/
- Ұ ұ = /ʊ/
- Ү ү = /y/
- Һ һ = /h/
- І і = /ɘ/
- Ы ы = /ə/

Le lettere cirilliche Вв, Ёё, Цц, Чч, Щщ, Ъъ, Ьь e Ээ non vengono usate per le parole native kazake, ma solo nei prestiti russi.

##### Uzbeco
L'alfabeto cirillico viene usato tuttora per la lingua uzbeca, anche se il governo ha adottato una versione dell'alfabeto latino per rimpiazzarlo. La data finale per l'utilizzo ufficiale dell'alfabeto cirillico è stata però ripetutamente rinviata. L'ultima fu fissata al 2005, ma è stata ulteriormente rinviata di alcuni anni. Alcuni studiosi non sono convinti che si potrà arrivare ad un abbandono definitivo.
| А а | Б б | В в | Г г | Д д | Е е | Ё ё | Ж ж | З з | И и | Й й | К к |
| Л л | М м | Н н | О о | П п | Р р | С с | Т т | У у | Ф ф | Х х | Ч ч |
| Ш ш | Ъ ъ | Э э | Ю ю | Я я | Ў ў | Қ қ | Ғ ғ | Ҳ ҳ |     |     |     |

- В в = /w/
- Ж ж = /ʤ/
- Ф ф = /ɸ/
- Х х = /χ/
- Ў ў = /ø/
- Қ қ = /q/
- Ғ ғ = /ʁ/
- Ҳ ҳ = /h/

#### Lingue caucasiche

##### Abcaso
L'abcaso è una lingua caucasica nordoccidentale, parlata nella Repubblica autonoma dell'Abcasia, in Georgia.
| А а   | Б б   | В в   | Г г   | Гь гь | Ҕ ҕ   | Ҕь ҕь | Д д   | Дә дә | Џ џ | Џь џь |
| Е е   | Ҽ ҽ   | Ҿ ҿ   | Ж ж   | Жь жь | Жә жә | З з   | Ӡ ӡ   | Ӡә ӡә | И и | Й й   |
| К к   | Кь кь | Қ қ   | Қь қь | Ҟ ҟ   | Ҟь ҟь | Л л   | М м   | Н н   | О о | Ҩ ҩ   |
| П п   | Ҧ ҧ   | Р р   | С с   | Т т   | Тә тә | Ҭ ҭ   | Ҭә ҭә | У у   | Ф ф | Х х   |
| Хь хь | Ҳ ҳ   | Ҳә ҳә | Ц ц   | Цә цә | Ҵ ҵ   | Ҵә ҵә | Ч ч   | Ҷ ҷ   | Ш ш | Шь шь |
| Шә шә | Щ щ   | Ы ы   |       |       |       |       |       |       |     |       |

#### Lingue iraniche

##### Osseto
La lingua osseta ha adottato ufficialmente il cirillico nel 1937.
| А а   | Ӕ ӕ   | Б б | В в | Г г   | Гъ гъ | Д д | Дж дж | Дз дз | Е е | Ё ё   |
| Ж ж   | З з   | И и | Й й | К к   | Къ къ | Л л | М м   | Н н   | О о | П п   |
| Пъ пъ | Р р   | С с | Т т | Тъ тъ | У у   | Ф ф | Х х   | Хъ хъ | Ц ц | Цъ цъ |
| Ч ч   | Чъ чъ | Ш ш | Щ щ | Ъ ъ   | Ы ы   | Ь ь | Э э   | Ю ю   | Я я |       |

##### Tagico
La lingua tagica (a volte chiamata dialetto tagico della lingua persiana) usa una versione modificata dell'alfabeto cirillico.
| А а (A a)   | Б б (B b)     | Г г (G g)   | Д д (D d) | Е е (E e) |
| Ё ё (JO jo) | Ж ж (Ƶ ƶ)     | З з (Z z)   | И и (I i) | Й й (J j) |
| К к (K k)   | Л л (L l)     | М м (M m)   | Н н (N n) | О о (O o) |
| П п (P p)   | Р р (R r)     | С с (S s)   | Т т (T t) | У у (U u) |
| Ф ф (F f)   | Х х (X x)     | Ч ч (C c)   | Ш ш (Ş ş) | Ъ ъ (' ') |
| Э э (E e)   | Ю ю (JU ju)   | Я я (JA ja) | Ғ ғ (Ƣ ƣ) | Ӣ ӣ (Ī ī) |
| Қ қ (Q q)   | Ў ў/Ӯ ӯ (Ū ū) | Ҳ ҳ (H h)   | Ҷ ҷ (Ç ç) |           |

#### Lingue mongole
Le lingue mongole includono il khalkha (in Mongolia), il buriat (intorno al lago Bajkal) e il calmucco (a nord-ovest del mar Caspio). Il khalka viene scritto anche con l'alfabeto oirat, che sta venendo reintrodotto lentamente in Mongolia.

##### Khalkha
| А а | Б б | В в | Г г | Д д | Е е | Ё ё | Ж ж | З з | И и | Й й |
| К к | Л л | М м | Н н | О о | Ө ө | П п | Р р | С с | Т т | У у |
| Ү ү | Ф ф | Х х | Ц ц | Ч ч | Ш ш | Щ щ | Ъ ъ | Ы ы | Ь ь | Э э |
| Ю ю | Я я |     |     |     |     |     |     |     |     |     |

- Е е = /jɛ/, /jœ/
- Ё ё = /jo/
- Ж ж = /ʤ/
- З з = /ʣ/
- Н н = /n-/, /-ŋ/
- O o = /ɐ/
- Ө ө = /ɵ/
- Ү ү = /u/
- У y = /ʊ/
- Ы ы = /iː/ (dopo una consonante dura)
- Ь ь = /ĭ/ (extracorta)
- Ю ю = /jʊ/

Le lettere cirilliche Кк, Фф e Щщ non vengono utilizzate nelle parole native mongole, ma solo per i prestiti dal russo.

##### Buriat
L'alfabeto cirillico buriat (буряад) è simile a quello khalkha, ma la Ь indica palatalizzazione come in russo. Il buriat non usa Вв, Кк, Фф, Цц, Чч, Щщ o Ъъ nelle parole native.
| А а | Б б | В в | Г г | Д д | Е е | Ё ё | Ж ж | З з | И и | Й й |
| Л л | М м | Н н | О о | Ө ө | П п | Р р | С с | Т т | У у | Ү ү |
| Х х | Һ һ | Ц ц | Ч ч | Ш ш | Ы ы | Ь ь | Э э | Ю ю | Я я |     |

- Е е = /jɛ/, /jœ/
- Ё ё = /jo/
- Ж ж = /ʤ/
- Н н = /n-/, /-ŋ/
- Ө ө = /œ/
- Ү ү = /y/
- Һ һ = /h/
- Ы ы = /ei/, /iː/
- Ю ю = /ju/, /jy/

##### Calmucco
L'alfabeto cirillico calmucco (хальмг) è simile a quello khalkha, ma le lettere Ээ, Юю ed Яя appaiono solo all'inizio di parola. In calmucco, le vocali lunghe vengono scritte due volte nella prima sillaba (нөөрин), ma una volta sola nelle sillabe successive. Le vocali corte vengono spesso omesse nelle sillabe successive alla prima (хальмг = /xaʎmaɡ/).
| А а | Ә ә | Б б | В в | Г г | Һ һ | Д д | Е е | Ж ж | Җ җ | З з |
| И и | Й й | К к | Л л | М м | Н н | Ң ң | О о | Ө ө | П п | Р р |
| С с | Т т | У у | Ү ү | Х х | Ц ц | Ч ч | Ш ш | Ь ь | Э э | Ю ю |
| Я я |     |     |     |     |     |     |     |     |     |     |

- Ә ә = /æ/
- В в = /w/
- Һ һ = /ɣ/
- Е е = /ɛ/, /jɛ-/
- Җ җ = /ʤ/
- Ң ң = /ŋ/
- Ө ө = /œ/
- Ү ү = /y/

## Configurazione della tastiera
Su una tastiera russa, le lettere sono disposte come segue:

Layout della tastiera russa